# Bessamorel
Bessamorel – miejscowość i gmina we Francji, w regionie Owernia-Rodan-Alpy, w departamencie Górna Loara.
Według danych na rok 1990 gminę zamieszkiwało 275 osób, a gęstość zaludnienia wynosiła 37 osób/km² (wśród 1310 gmin Owernii Bessamorel plasuje się na 579. miejscu pod względem liczby ludności, natomiast pod względem powierzchni na miejscu 908.).